# Гацане (Бреша)
Гацане је насеље у Италији у округу Бреша, региону Ломбардија.
Према процени из 2011. у насељу је живело 536 становника. Насеље се налази на надморској висини од 337 м.